# Annacatia Casagrande
Annacatia Casagrande (Treviso, 1º aprile 1964) è un'ex canoista italiana.

## Carriera
Nata a Treviso nel 1964, inizia a praticare la canoa a 12 anni, nel 1976. Nel 1988 entra in Polizia di Stato e, in seguito, nel Gruppo Sportivo Fiamme Oro. A 28 anni partecipa ai Giochi Olimpici di Barcellona 1992, nel K-4 500 metri, insieme ad Amalia Calzavara, Chiara Dal Santo e Lucia Micheli, venendo eliminata in semifinale con il tempo di 1'41"08 (quarta posizione, passavano i primi tre), dopo essere arrivata quarta anche in batteria, in 1'38"82.